# Kirche von Tved

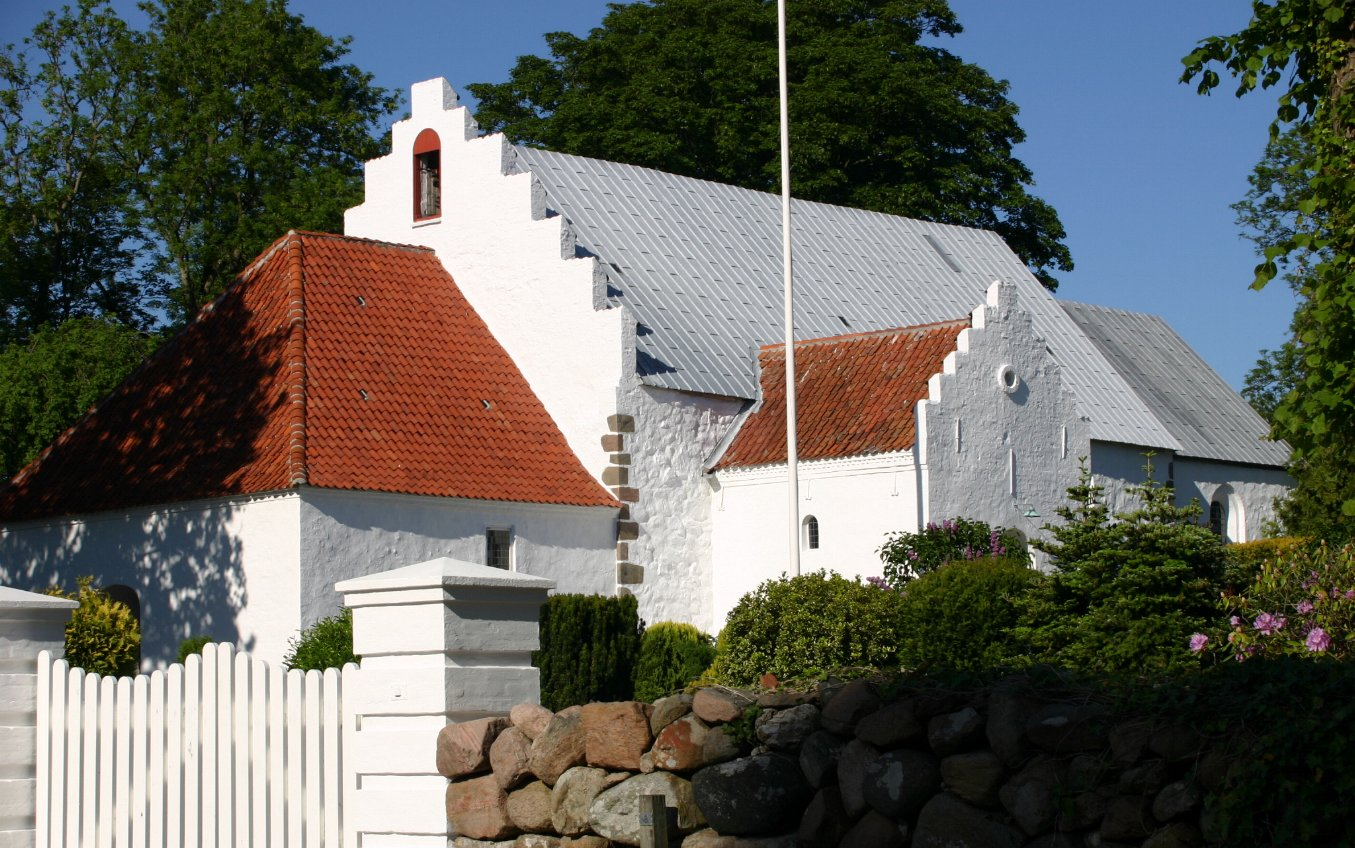
Kirche von Tved, Südwest-Ansicht

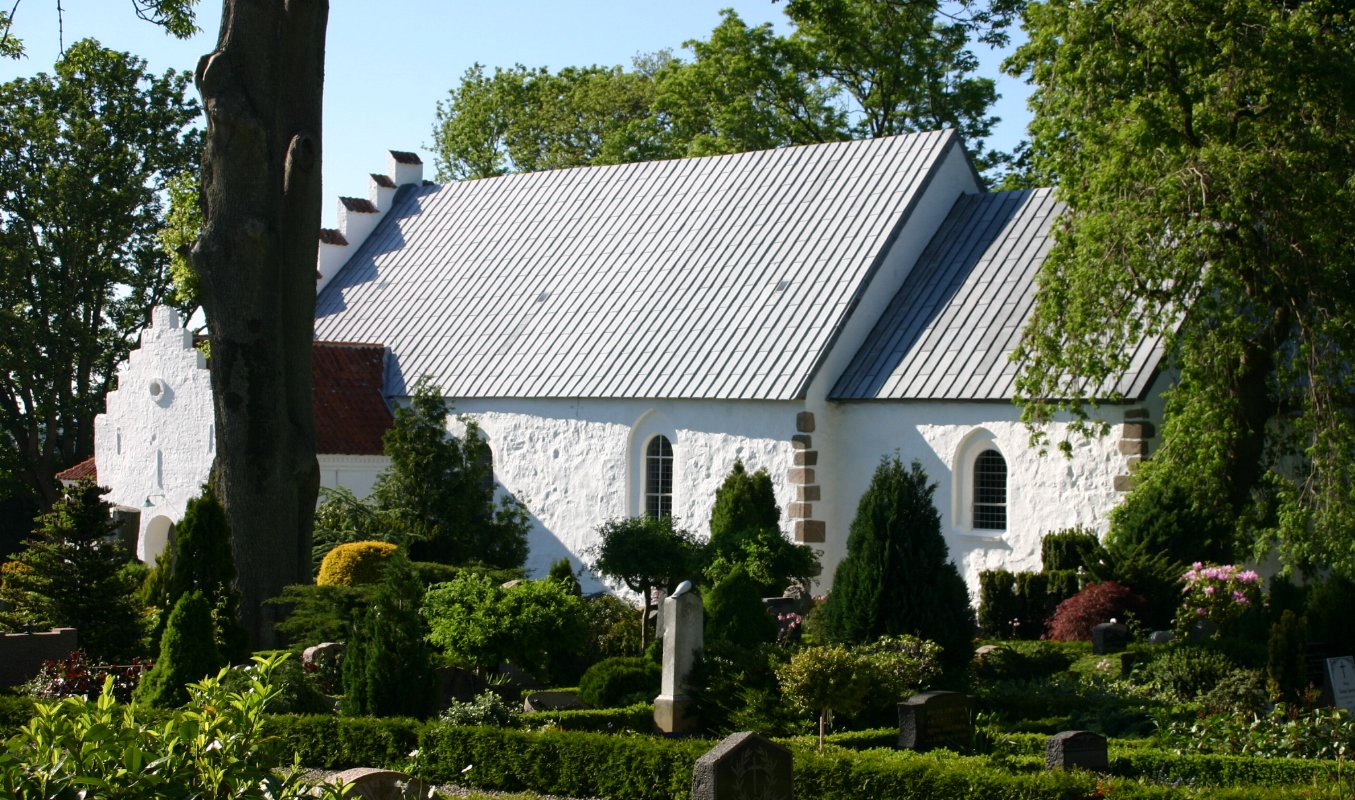
Kirche von Tved, Südost-Ansicht

Die kleine turmlose romanische Kirche von Tved liegt an der Bucht von Knebel, Knebel Vig, in der Moränenlandschaft der Mols Bjerge auf der Halbinsel Mols, die ihrerseits ein Teil der Halbinsel Djursland ist, das den östlichen Teil von Jütland in Dänemark bildet. Die Kirche gehört zum Kirchspiel Tved.
In der Apsis und im Chor sind Kalkmalereien zu sehen, die die Anbetung der Könige und den thronenden Christus darstellen. An der Nordwand hängt ein mittelalterliches Kruzifix. Die Kirche hat ein romanisches Taufbecken und mehrere Gemälde aus der Renaissance. Die turmlose gotische Kirche mit den typischen Staffelgiebeln ist von einem Friedhof umgeben.
In den Jahren 1940–45 wurde die Kirche restauriert. Während der Verlegung des neuen Fußbodens stießen sie auf eine alte Krypta, die für Beerdigungen der Familie Adelsfamilie Sandberg genutzt wurde.

## Legende
Die Legende berichtet, dass sie eigentlich zwischen Tved und Dejret liegen sollte. Letztlich beschloss man, einen neuen Platz für die Kirche zu finden, da ein Troll den Rohbau jede Nacht einriss. Man ließ zwei Stück Vieh über den Standort entscheiden. Man band diese zusammen, und wo sie am nächsten Morgen grasten, entstand die Landkirche.
Koordinaten: 56° 11′ 58,6″ N, 10° 26′ 38,7″ O